# Myotis davidii
Myotis davidii är en fladdermus i familjen läderlappar som förekommer i Asien. Populationen infogades en tid som synonym i Myotis mystacinus och den godkänns sedan början av 2000-talet som art.

## Utseende
Arten når en kroppslängd (huvud och bål) av 41 till 44 mm och en svanslängd av 30 till 43 mm. Underarmarna är 31 till 35 mm långa, bakfötternas längd är 7 till 9 mm och öronen är 12 till 15 mm stora. Ovansidan är täckt av brun päls med lite ljusare hårspetsar och undersidans päls är likaså brun med grå skugga på grund av gråa hårspetsar. Den tredje och förminskade premolara tanden i överkäken står bredvid tandraden vad som medför att de angränsande tänderna har kontakt med varandra. Den tredje premolaren i underkäken är däremot inte lika tydlig förflyttad.

## Utbredning
Artens utbredningsområde ligger i nordöstra Kina. Habitatet är okänt.

## Status
Myotis davidii hittas i några naturreservat. Den listas av IUCN som livskraftig (LC).